# Rue Pierre-Rebière
La rue Pierre-Rebière est une voie du 17e arrondissement de Paris, en France.

## Situation et accès
La rue Pierre-Rebière est une voie du nord-est du 17e arrondissement de Paris. Toute droite et orientée selon un axe nord-est/sud-ouest, elle débute à l'est à l'intersection du boulevard du Bois-le-Prêtre et de la place Arnault-Tzanck ; elle se termine 600 m à l'ouest sur la rue Saint-Just, qui la prolonge tout en faisant un coude avec elle.
La rue Pierre-Rebière est parallèle au boulevard périphérique dont elle n'est distante que d'environ 200 m. Elle en est séparée par le cimetière des Batignolles.
Depuis 2012, la rue longe en son milieu (entre les nos 47 et 49) la place Blanche-Lefebvre. Depuis juillet 2012, elle est connectée au niveau de cette place directement au boulevard Bessières en face de la rue du Docteur-Paul-Brousse par le passage Rose-Valland, une allée piétonne. En face de la place et le long de l'allée piétonne, un square de 875 m2 a ouvert en 2015.
Depuis décembre 2017, la rue Andrée-Putman se débranche au no 10 pour atteindre la place Pouchet et la rue Hélène-et-François-Missoffe. Les quelques mètres de la rue entre ce débranchement et le boulevard Bois-le-Prêtre sont depuis piétionnisés : les véhicules doivent emprunter la nouvelle rue.
La rue est proche de la station Porte de Clichy, sur la ligne 13 du métro et de la station Honoré de Balzac sur la ligne 3b du tramway d'Île-de-France.

## Origine du nom

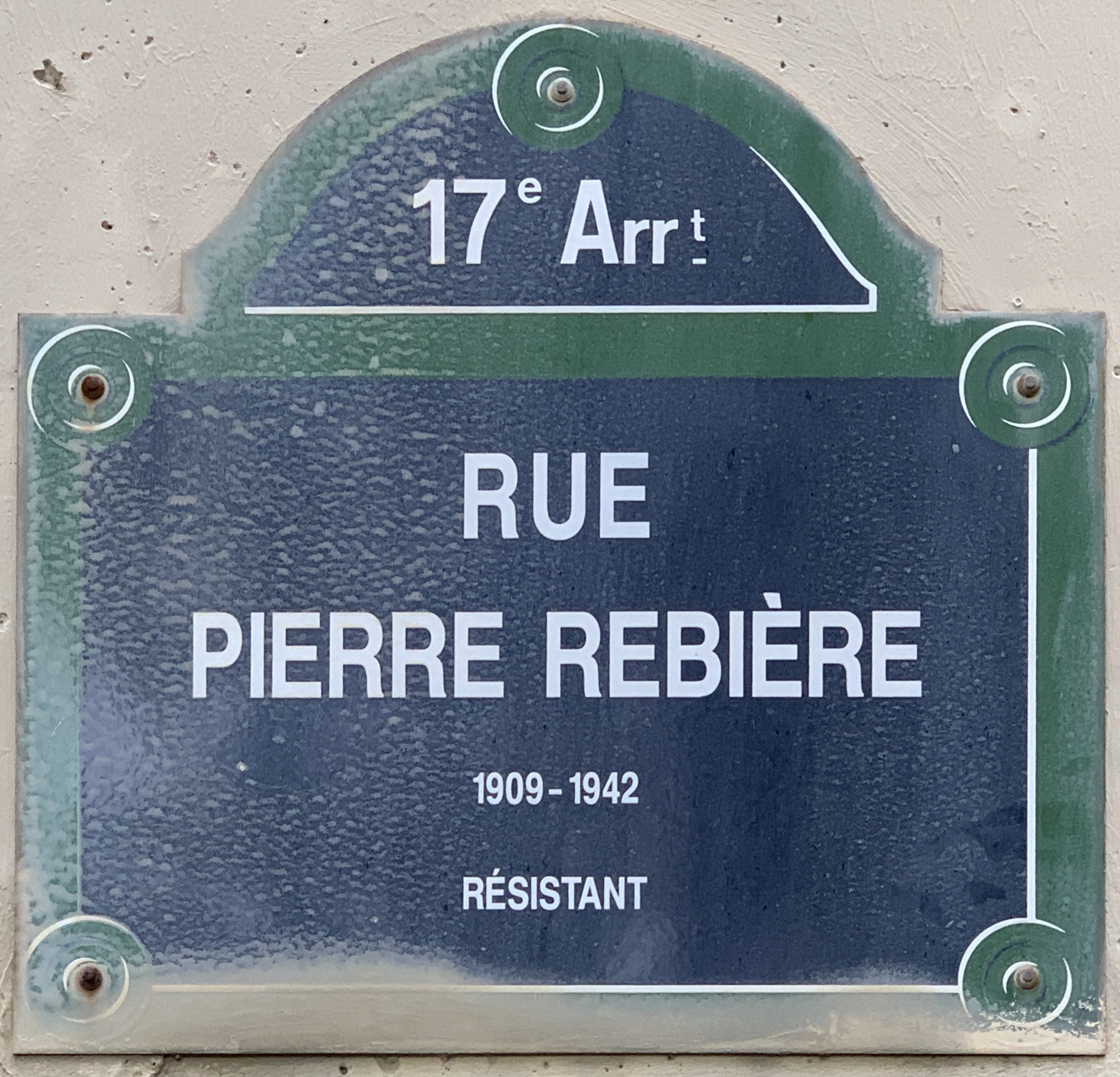
Plaque de la rue.

Elle porte le nom de Pierre Rebière (1909-1942), résistant français fusillé en 1942,.

## Historique
La rue est ouverte par la Ville de Paris en 1938 et reçoit sa dénomination actuelle par un arrêté du 28 octobre 1954.
À partir de 2003, dans le cadre du GPRU de Paris, la rue Pierre-Rebière fait l'objet d'une opération de renouvellement urbain.
Du côté des numéros pairs, 18 lots contigus sont attribués à neuf agences d'architectures, chaque lot comportant un ou deux bâtiments, afin de créer 180 logements entre 2011 et 2013. Les agences d'architecture :
- Raphaëlle Hondelatte & Mathieu Laporte ;
- Atelier Bow-Wow ;
- Stephane Maupin & partners[5] ;
- Avignon-Clouet Architectes[6] ;
- Atelier Provisoire ;
- Cédric Petitdidier & Vincent Prioux[7] (logements privés) ;
- Rousselle & Laisné Architectes[8] (logements privés) ;
- Gricha Bourbouze & Cécile Graindorge ;
- EM2N.

Du côté des numéros impairs depuis 2015, un bâtiment abrite une crèche de 60 berceaux et 20 logements sociaux. L'agence d'architecture :
- Belus et Hénocq[10].

## Bâtiments remarquables et lieux de mémoire
- Jardin Clémence-Annick-Burgard
- Le côté nord de la rue (numéros pairs) est bordé sur sa quasi-totalité par l'un des murs du cimetière des Batignolles.
- La tour Bois-le-Prêtre est également accessible de ce côté, près de l'intersection avec le boulevard du Bois-le-Prêtre.
- Le côté sud (numéros impairs) est presque exclusivement bordé par des édifices scolaires, dont le lycée Honoré-de-Balzac.